# Sezonul de Formula 1 din 2022
Campionatul Mondial de Formula 1 din 2022 a fost cel de-al 76-lea sezon al curselor auto pentru mașinile de Formula 1, recunoscut de organismul de conducere al sportului internațional, Federația Internațională de Automobilism, ca fiind competiția de cea mai înaltă clasă pentru mașinile de curse. A inclus cea de-a 73-a ediție a Campionatului Mondial al Piloților, și a 65-a ediție a Campionatului Mondial al Constructorilor. Sezonul a fost disputat pe parcursul a douăzeci și două de curse, începând cu Marele Premiu al Bahrainului pe 20 martie și terminându-se cu Marele Premiu de la Abu Dhabi pe 20 noiembrie, mai devreme decât în ultimii ani, pentru a evita suprapunerea cu Campionatul Mondial de Fotbal 2022.
Sezonul din 2022 a adus introducerea unor modificări semnificative în reglementările tehnice ale sportului. Aceste modificări trebuiau să fie introduse în 2021, dar au fost amânate până în 2022 din cauza pandemiei de COVID-19. Max Verstappen, campionul en-titre la piloți, și-a apărat cu success titlul, devenind campion mondial pentru a doua oară în cariera sa la Marele Premiu al Japoniei. La constructori, Red Bull Racing și-a adjudecat titlul mondial la Marele Premiu al Statelor Unite, cucerindu-l pentru prima oară din 2013 încoace, întrerupând totodată un șir de 8 campionate mondiale câștigate de Mercedes. Pentru Red Bull, acesta a reprezintat cel de-al cincilea campionat mondial din palmaresul său.
Acesta a fost ultimul sezon pentru cvadruplul campion mondial, Sebastian Vettel.

## Piloții și echipele înscrise în campionat
Următorii constructori și piloți au fost incluși în Campionatul Mondial din 2022. Toate echipele au concurat cu pneurile furnizate de Pirelli.
| Imagine              | Concurent                             | Constructor         | Unitate de putere   | Șasiu  | Piloți  | Piloți                                        | Piloți         |
| Imagine              | Concurent                             | Constructor         | Unitate de putere   | Șasiu  | Nr.     | Numele pilotului                              | Etape          |
| -------------------- | ------------------------------------- | ------------------- | ------------------- | ------ | ------- | --------------------------------------------- | -------------- |
| Mercedes F1 W13      | Mercedes-AMG Petronas F1 Team         | Mercedes            | Mercedes-AMG F1 M13 | F1 W13 | 44 63   | Lewis Hamilton George Russell                 | Toate          |
| Red Bull Racing RB18 | Oracle Red Bull Racing                | Red Bull Racing     | RBPTH001            | RB18   | 1 11    | Max Verstappen Sergio Pérez                   | Toate          |
| Ferrari F1-75        | Scuderia Ferrari                      | Ferrari             | Ferrari 066/7       | F1-75  | 16 55   | Charles Leclerc Carlos Sainz Jr.              | Toate          |
| McLaren MCL36        | McLaren F1 Team                       | McLaren             | Mercedes-AMG F1 M13 | MCL36  | 3 4     | Daniel Ricciardo Lando Norris                 | Toate          |
| Alpine A522          | BWT Alpine F1 Team                    | Alpine              | Renault E-Tech RE22 | A522   | 14 31   | Fernando Alonso Esteban Ocon                  | Toate          |
| AlphaTauri AT03      | Scuderia AlphaTauri                   | AlphaTauri          | RBPTH001            | AT03   | 10 22   | Pierre Gasly Yuki Tsunoda                     | Toate          |
| Aston Martin AMR22   | Aston Martin Aramco Cognizant F1 Team | Aston Martin Aramco | Mercedes-AMG F1 M13 | AMR22  | 5 18 27 | Sebastian Vettel Lance Stroll Nico Hülkenberg | 3-22 Toate 1-2 |
| Williams FW44        | Williams Racing                       | Williams            | Mercedes-AMG F1 M13 | FW44   | 6 23 45 | Nicholas Latifi Alexander Albon Nyck de Vries | Toate 16       |
| Alfa Romeo C42       | Alfa Romeo F1 Team ORLEN              | Alfa Romeo          | Ferrari 066/7       | C42    | 24 77   | Zhou Guanyu Valtteri Bottas                   | Toate          |
| Haas VF-22           | Haas F1 Team                          | Haas                | Ferrari 066/7       | VF-22  | 20 47   | Kevin Magnussen Mick Schumacher               | Toate          |
| Surse:               |                                       |                     |                     |        |         |                                               |                |

### Piloți pentru antrenamentele libere
Fiecare echipă a trebuit să prezinte un pilot care nu a participat la mai mult de două Mari Premii în cel puțin două sesiuni de weekenduri de Mare Premii, câte una pentru fiecare mașină înscrisă în campionat. O serie de piloți au fost înscriși la anumite evenimente pentru a conduce în antrenamentele libere.
| Constructor                  | Piloți de antrenament | Piloți de antrenament | Piloți de antrenament |
| Constructor                  | Nr.                   | Numele pilotului      | Etape                 |
| ---------------------------- | --------------------- | --------------------- | --------------------- |
| Alfa Romeo-Ferrari           | 88                    | Robert Kubica         | 6, 12–13, 22          |
| Alfa Romeo-Ferrari           | 98                    | Théo Pourchaire       | 19                    |
| AlphaTauri-RBPT              | 40                    | Liam Lawson           | 14, 20                |
| Alpine-Renault               | 82                    | Jack Doohan           | 20, 22                |
| Aston Martin Aramco-Mercedes | 34                    | Nyck de Vries         | 16                    |
| Felipe Drugovich             | 22                    |                       |                       |
| Ferrari                      | 39                    | Robert Shwartzman     | 19, 22                |
| Haas-Ferrari                 | 51                    | Pietro Fittipaldi     | 20, 22                |
| Haas-Ferrari                 | 99                    | Antonio Giovinazzi    | 16, 19                |
| McLaren-Mercedes             | 28                    | Álex Palou            | 19                    |
| McLaren-Mercedes             | Pato O'Ward           | 22                    |                       |
| Mercedes                     | 19                    | Nyck de Vries         | 12, 20                |
| Red Bull Racing-RBPT         | 36                    | Jüri Vips             | 6                     |
| Red Bull Racing-RBPT         | Liam Lawson           | 22                    |                       |
| Williams-Mercedes            | 45                    | Nyck de Vries         | 6                     |
| Williams-Mercedes            | Logan Sargeant        | 19–22                 |                       |
| Sursa:                       |                       |                       |                       |

### Schimbări la echipe
În octombrie 2020, Honda a anunțat că nu va mai furniza motoare după 2021, după 7 ani consecutivi petrecuți în sport. Compania a furnizat motoare către Scuderia AlphaTauri (denumită anterior Scuderia Toro Rosso) din 2018 și către Red Bull Racing din 2019. Red Bull Racing a preluat programul de motoare Honda și îl gestionează intern, înființând o nouă divizie numită Red Bull Powertrains Limited. Decizia a fost luată după ce a făcut lobby celorlalte nouă echipe pentru a negocia o înghețare a dezvoltării motoarelor până în 2025. Red Bull Racing a recunoscut că ar fi părăsit campionatul dacă nu s-ar fi acceptat înghețarea dezvoltării motoarelor, deoarece nu aveau capacitatea de a dezvolta un motor nou-nouț și nu erau dispuși să devină din nou clientul Renault.

### Schimbări la piloți
Înainte de Marele Premiu al Țărilor de Jos din 2021, Kimi Räikkönen și-a anunțat intenția de a se retrage la sfârșitul campionatului, punând capăt carierei sale în Formula 1 după 19 sezoane. Locul lui Räikkönen la Alfa Romeo Racing a fost ocupat de Valtteri Bottas, care a părăsit Mercedes la sfârșitul anului 2021. George Russell l-a înlocuit pe Bottas, eliberându-și și el locul la Williams, care a fost ocupat de fostul pilot de la Red Bull Racing, Alexander Albon. Antonio Giovinazzi a plecat și el de la Alfa Romeo, fiind înlocuit de primul chinez din istoria Formulei 1, Zhou Guanyu.
Haas a intrat inițial cu Nikita Mazepin alături de Mick Schumacher, dar i-a reziliat contractul lui Mazepin între cele două teste de iarnă după ce sponsorul echipei, Uralkali, de care depindea locul lui Mazepin în Formula 1, a terminat contractul cu Haas, ca urmare a Invaziei Rusiei în Ucraina din 2022. În locul său a fost readus danezul Kevin Magnussen, cel care a concurat pentru echipă și în perioada 2017-2020.

### Schimbări în timpul sezonului
Înainte de Marele Premiu al Bahrainului, Sebastian Vettel a fost testat pozitiv cu coronavirus. El a fost înlocuit la Aston Martin de pilotul de rezervă, Nico Hülkenberg, care a concurat ultima dată la Marele Premiu de la Eifel din 2020, conducând pentru fosta echipă, Racing Point. Hülkenberg l-a înlocuit pe Vettel și pentru Marele Premiu al Arabiei Saudite, deoarece testul COVID al lui Vettel încă arăta pozitiv.
Înainte de calificările pentru Marele Premiu al Italiei, Alexander Albon a fost internat pentru a fi operat de apendicită. El a fost înlocuit la Williams de neerlandezul Nyck De Vries. Pentru De Vries, acesta a reprezentat debutul într-o cursă de Formula 1.

## Calendar

Națiunile care au găzduit curse de Formula 1 în 2022 sunt arătate în verde. Națiunile care au găzduit curse de Formula 1 în trecut sunt arătate în gri închis

Următoarele douăzeci și două de Mari Premii au avut loc în 2022.
| 1.                                               | 2.                                            | 3.                                              | 4.                                                   |
| ------------------------------------------------ | --------------------------------------------- | ----------------------------------------------- | ---------------------------------------------------- |
| Marele Premiu al Bahrainului 18-20 martie        | Marele Premiu al Arabiei Saudite 25-27 martie | Marele Premiu al Australiei 8-10 aprilie        | Marele Premiu al Emiliei-Romagna 22-24 aprilie       |
| Bahrain (P)                                      | Djedda Corniche (S)                           | Albert Park (S)                                 | Imola (P)                                            |
| 5.                                               | 6.                                            | 7.                                              | 8.                                                   |
| Marele Premiu de la Miami 6-8 mai                | Marele Premiu al Spaniei 20-22 mai            | Marele Premiu al Principatului Monaco 27-29 mai | Marele Premiu al Azerbaidjanului 10-12 iunie         |
| Miami (S)                                        | Catalunya (P)                                 | Monaco (S)                                      | Baku (S)                                             |
| 9.                                               | 10.                                           | 11.                                             | 12.                                                  |
| Marele Premiu al Canadei 17-19 iunie             | Marele Premiu al Marii Britanii 1-3 iulie     | Marele Premiu al Austriei 8-10 iulie            | Marele Premiu al Franței 22-24 iulie                 |
| Gilles Villeneuve (S)                            | Silverstone (P)                               | Red Bull Ring (P)                               | Paul Ricard (P)                                      |
| 13.                                              | 14.                                           | 15.                                             | 16.                                                  |
| Marele Premiu al Ungariei 29-31 iulie            | Marele Premiu al Belgiei 26-28 august         | Marele Premiu al Țărilor de Jos 2-4 septembrie  | Marele Premiu al Italiei 9-11 septembrie             |
| Hungaroring (P)                                  | Spa-Francorchamps (P)                         | Zandvoort (P)                                   | Monza (P)                                            |
| 17.                                              | 18.                                           | 19.                                             | 20.                                                  |
| Marele Premiu al statului Singapore 30 sep-2 oct | Marele Premiu al Japoniei 7-9 octombrie       | Marele Premiu al Statelor Unite 21-23 octombrie | Marele Premiu de la Ciudad de México 28-30 octombrie |
| Marina Bay (S)                                   | Suzuka (P)                                    | Americilor (P)                                  | Hermanos Rodríguez (P)                               |
| 21.                                              | 22.                                           |                                                 |                                                      |
| Marele Premiu de la São Paulo 11-13 noiembrie    | Marele Premiu de la Abu Dhabi 18-20 noiembrie |                                                 |                                                      |
| Interlagos (P)                                   | Yas Marina (P)                                |                                                 |                                                      |
| (P) - pistă; (S) - stradă. Surse:                |                                               |                                                 |                                                      |

Următoarea cursă a fost inclusă în calendarul inițial, dar a fost anulată:
| Mare Premiu             | Circuit  | Data programată |
| ----------------------- | -------- | --------------- |
| Marele Premiu al Rusiei | Soci (P) | 25 septembrie   |

### Extinderea calendarului și modificările față de 2021
- Marile Premii din Australia, Canada, Japonia și Singapore au revenit în calendar după o absență de doi ani din cauza pandemiei de COVID-19.[40]
- A avut loc debutul Marelui Premiu de la Miami, cursa desfășurându-se pe Autodromul Internațional Miami din Miami Gardens, Florida.[41]
- Marile Premii din Portugalia, Stiria și Turcia nu au fost incluse în lista curselor din 2022. Aceste Mari Premii au fost adăugate în mod special în 2021 ca răspuns la pandemia COVID-19, pentru a se asigura că ar putea fi organizate cât mai multe curse posibil.[40]
- Marele Premiu al Qatarului, care și-a facut debutul în sezonul din 2021, pe Circuitul Internațional Losail, nu este prezent în calendarul din 2022. Marele Premiu este planificat să revină în 2023, după un an în care țara se va concentra pe găzduirea Cupei Mondiale FIFA.[40][42]
- Marele Premiu al Chinei era sub contract pentru a fi în calendar,[43] dar nu a apărut în acesta din cauza restricțiilor de călătorie din China legate de pandemia de COVID-19.[1][2][40]
- Marele Premiu al Rusiei, programat pentru 25 septembrie, a fost anulat după invazia Rusiei a Ucrainei din 2022.[44][45]

## Modificările reglementărilor

### Reglementări tehnice

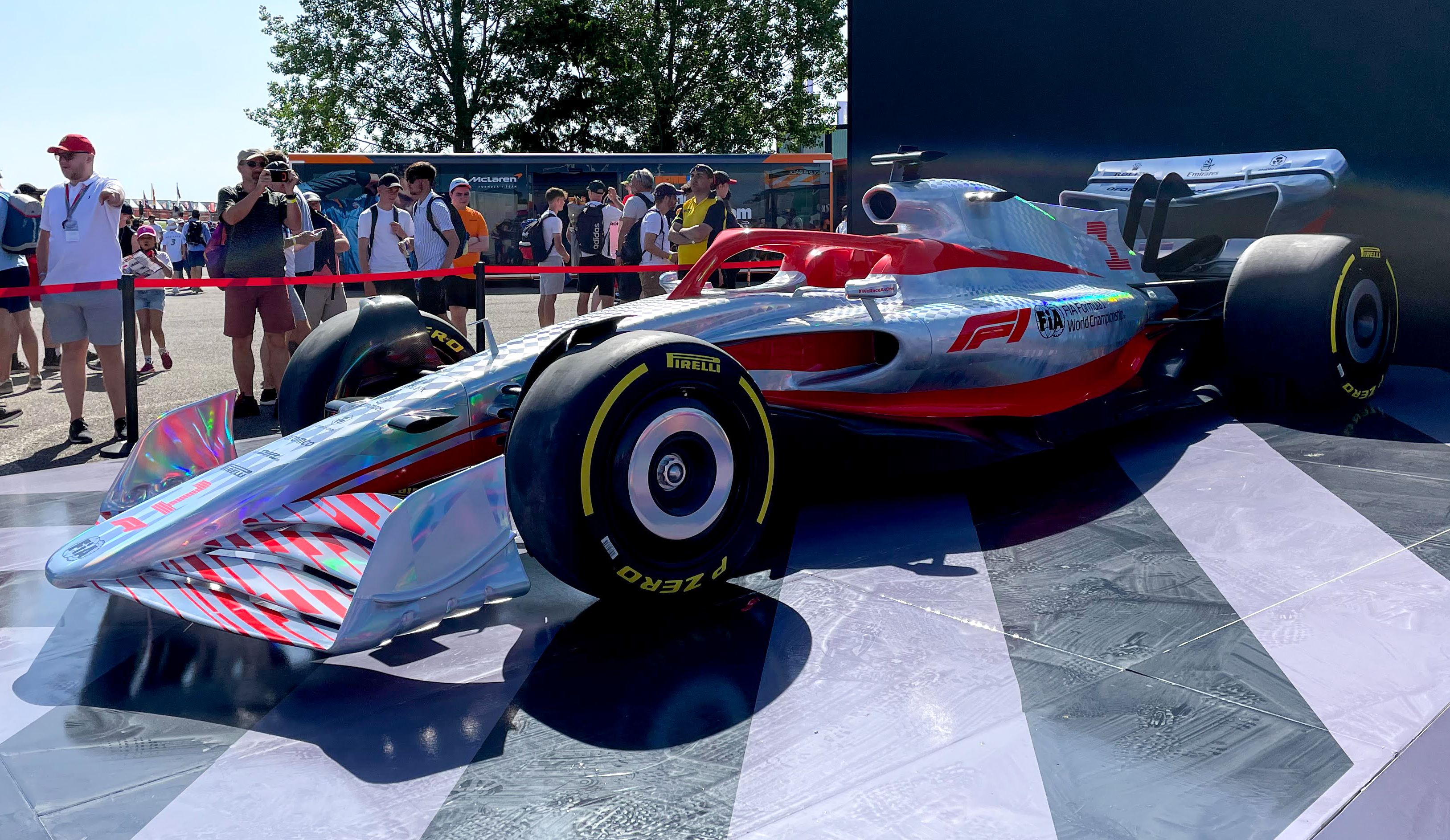
Un model preliminar de mașină de Formula 1 din 2022 arătat la

Campionatul Mondial din 2022 a suferit o revizuire a regulamentelor tehnice. Aceste schimbări au fost planificate pentru introducere în 2021, echipele dezvoltându-și mașinile pe tot parcursul anului 2020. Cu toate acestea, introducerea reglementărilor a fost amânată până la campionatul din 2022, ca răspuns la pandemia de COVID-19. Odată anunțată întârzierea, echipelor li s-a interzis să realizeze orice dezvoltare a mașinilor lor pentru 2022 în cursul anului calendaristic 2020.
Piloții au fost consultați cu privire la elaborarea noilor reglementări tehnice, care au fost scrise în mod deliberat pentru a fi restrictive, astfel încât să împiedice echipele să dezvolte design-uri radicale care limitau capacitatea piloților de a depăși. FIA a creat un grup de lucru de specialitate, sau un comitet de ingineri, însărcinat cu identificarea și închiderea lacunelor din reglementări înainte de publicarea acestora. Eliminarea lacunelor va împiedica, teoretic, ca o echipă să aibă o mașină dominantă și, la rândul său, va permite o concurență mai strânsă pe tot terenul, îmbunătățind în același timp estetica mașinilor. Această filozofie a fost un scop major al noilor reglementări. Designerul de mașini de la Red Bull, Adrian Newey, a remarcat că modificările regulamentului au fost cele mai semnificative în Formula 1 începând cu sezonul 1983.

#### Aerodinamică și caroserie
Reglementările tehnice au reintrodus utilizarea efectului de sol pentru prima dată de când au fost interzise în anii 1980. Acest lucru coincide cu o simplificare a caroseriei, făcând din partea inferioară a mașinii sursa principală de aderență aerodinamică. Acest lucru a urmărit să reducă aerul turbulent din urma mașinilor pentru a permite piloților să se urmărească mai îndeaproape, menținând în același timp un nivel similar de forță aerodinamică comparativ cu anii precedenți. Aripa față și plăcile terminale au fost simplificate, reducând numărul și complexitatea elementelor aerodinamice. Aripa din față trebuie, de asemenea, să se conecteze direct la nodul, spre deosebire de modelele de dinainte de 2022, în care aripa putea fi conectată la nas prin suporturi pentru a crea un spațiu sub monococ, încurajând astfel fluxul de aer sub mașină prin suprafața mai mare a aripii și înălțimea crescută a nasului. Aripile din spate sunt mai late și montate mai sus decât în anii precedenți, cu restricții suplimentare în vigoare pentru a limita capacitatea constructorilor de a folosi gazele de eșapament ale mașinii pentru a genera forța aerodinamică. Caroseria trebuie să fie acoperită cu cauciuc pentru a reduce riscul de rupere a componentelor autovehiculelor, pentru a minimiza riscul steagurilor galbene locale, mașinilor de siguranță și opririlor. Cifrele publicate de Grupul de Lucru au arătat că, în cazul în care o mașină cu specificațiile din 2019 ce urmărește altă mașină, ea are doar 55% din nivelurile sale normale de forță aerodinamică disponibile, o mașină cu specificațiile din 2022 care urmărește o altă mașină ar avea până la 86% din nivelurile sale normale de forță aerodinamică.
Echipele au fost și mai limitate în ceea ce privește numărul de îmbunătățiri aerodinamice pe care le pot introduce mașinii, atât pe parcursul unui weekend de cursă, cât și pe parcursul campionatului. Aceste reguli au fost introduse pentru a reduce și mai mult costurile concurenței. În urma deciziei pentru a amâna reglementările din 2021 până în 2022, dezvoltarea aerodinamică a mașinilor a fost interzisă începând cu 28 martie 2020 până la sfârșitul anului 2020.

#### Motoare
Discuțiile cu privire la reglementările motoarelor din 2022 au început în 2017 și au fost finalizate în mai 2018. Reglementările propuse au implicat îndepărtarea unității generatoare de motor–căldură (MGU-H) pentru a simplifica tehnologia utilizată în motor, ridicând în același timp limita maximă de turație cu 3.000 rpm. Alte propuneri denumite „plug-and-play” ar prevedea ca furnizorii de motoare să fie obligați de reglementări să facă componentele individuale ale motorului compatibile universal, permițând echipelor să-și aprovizioneze componentele de la mai mulți furnizori. Producătorii ar fi, de asemenea, supuși unei reglementări similare cu privire la materialele disponibile comercial, așa cum ar urma să se supună constructorii de șasiuri începând cu 2021. Propunerile au fost concepute pentru a simplifica tehnologia motorului, făcând în același timp sportul mai atractiv pentru noii participanți. Cu toate acestea, întrucât niciun furnizor nou de motoare nu s-a angajat să intre în sport în 2022, furnizorii existenți au propus să păstreze formula motorului existent în încercarea de a reduce costurile totale de dezvoltare.
Sistemul de cote de componente ale motoarelor a continuat și în 2022, echipelor acordându-se un număr limitat de componente individuale care pot fi utilizate înainte de a suporta o penalizare. Sistemul de evacuare a fost adăugat la lista de componente, echipele fiind permise să folosească maximum șase pe parcursul campionatului.

#### Componente standardizate
Sportul a introdus o serie de componente standardizate începând cu 2022, reglementările cerând ca piesele standard să fie în vigoare până în 2024. Aceste componente standardizate includ cutia de viteze și sistemul de alimentare cu combustibil. Unele componente aerodinamice — cum ar fi tava care se află în partea din față a podelei auto — au fost, de asemenea, standardizate, astfel încât să se restricționeze capacitatea echipelor de a dezvolta zona si pentru a obtine un avantaj competitiv.
- „Piesele listate” se referă la părțile mașinii pe care echipele trebuie să le proiecteze singure.
- „Piese standard” este denumirea dată pieselor mașinii pe care trebuie să le folosească toate echipele, inclusiv jantele și echipamentele utilizate în opririle la boxe.
- „Piesele transferabile” sunt piese pe care o echipă le poate dezvolta și vinde altei echipe, cum ar fi cutia de viteze și ambreiajul.
- „Părțile prescrise” sunt părți pe care echipele trebuie să le dezvolte în conformitate cu un set prescriptiv de reglementări. Părțile prescrise includ pasajele roților și aerodinamica roților.
- „Piesele cu sursă deschisă” pot fi dezvoltate colectiv de echipe și vândute clienților. Volanele și mecanismul DRS sunt listate ca piese cu sursă deschisă (open-source).

Sistemul de clasificare a pieselor a fost introdus pentru a permite libertatea de proiectare, deoarece revizuirea reglementărilor aerodinamice a fost extrem de prescriptivă.

#### Pneuri
Campionatul a trecut de la jante de 13 țoli (33 de cm), la jante de 18 țoli (46 de cm). Jantele de 18 țoli au fost introduse în Sezonul de Formula 2 din 2020, pentru a testa schimbările în comportamentul pneurilor. Inițial, s-a propus ca utilizarea încălzitoarelor de anvelope — pături electrice concepute pentru a menține anvelopele la temperatura optimă de funcționare atunci când nu sunt utilizate — să fie interzisă, deși această decizie a fost ulterior anulată după opoziția furnizorului de anvelope Pirelli. În schimb, încălzitoarele de anvelope au devenit un echipament standardizat, toate echipele fiind nevoite să folosească același produs pentru a le elimina treptat până în 2024.

### Regulamente sportive

#### Sistemul de puncte pentru sprint și evenimente
După ce a fost testat pentru prima dată sub numele de „calificare sprint” în 2021, formatul a revenit și pentru acest campionat, cu numele schimbat în „sprint”. Formatul de weekend a rămas neschimbat față de 2021, sprinturile desfășurându-se la Marele Premiu al Emiliei-Romagna, Austriei și cel de la São Paulo, acum punctele fiind acordate primilor opt clasați, față de doar primilor trei, așa cum a fost cazul în 2021. Spre deosebire de sezonul precedent, pilotul care a stabilit cel mai rapid timp în calificări a fost creditat drept deținătorul oficial de pole position, câștigătorul sprintului continuând să aibă dreptul de a începe Marele Premiu de pe primul loc pe grilă.

#### Sistemul de puncte pentru cursele scurtate
În urma controversei legate de acordarea punctelor la Marele Premiu al Belgiei din 2021, criteriile necesare pentru ca punctele să fie acordate pentru cursele nefinalizate au fost modificate. Cerința a fost modificată astfel încât:
- Nu se vor acorda puncte decât dacă au fost parcurse minim două tururi în condiții de steag verde.
- Dacă sunt parcurse mai mult de două tururi, dar mai puțin de 25% din distanța programată a cursei, punctele vor fi acordate primilor 5 piloți pe o bază de 6–4–3–2–1.
- Dacă 25%–50% din distanța programată a cursei este parcursă, punctele vor fi acordate pe o bază de 13–10–8–6–5–4–3–2–1 primilor 9 piloți.
- Dacă 50%–75% din distanța programată a cursei este parcursă, punctele vor fi acordate pe o bază de 19–14–12–9–8–6–5–3–2–1 primilor 10 piloți.
- Dacă se parcurge mai mult de 75% din distanța programată a cursei, se vor acorda toate punctele puse în joc.[70]

Criteriile anterioare au fost în vigoare de peste 40 de ani înainte de schimbare, ultimele fiind modificate între sezoanele 1977 și 1980.

#### Procedura mașinii de siguranță
În lumina controversei din jurul mașinii de siguranță de la Marele Premiu de la Abu Dhabi din 2021, procedurile pentru repornirea cursei după perioada mașinii de siguranță au fost modificate. În loc de așteptarea până la terminarea turului după ce ultima mașină întârziată a depășit liderul, mașina de siguranță va fi acum retrasă la un tur după ce a fost dată instrucțiunea că mașinile întârziate pot reveni în turul liderului.

#### Alegerea pneurilor de start
Regula care era în vigoare din 2014, ce impunea piloților care avansează în a treia sesiune de calificări să înceapă cursa cu anvelopele cu care au stabilit cel mai rapid tur în a doua sesiune de calificări, a fost eliminată. Toți piloții vor avea acum alegerea liberă de a porni cu orice pneu în cursa de duminică la toate evenimentele.

## Pneuri
| MP              | C1 | C2 | C3 | C4 | C5 |
| --------------- | -- | -- | -- | -- | -- |
| BHR             | H  | M  | S  |    |    |
| SAU             |    | H  | M  | S  |    |
| AUS             |    | H  | M  |    | S  |
| EMR             |    | H  | M  | S  |    |
| MIA             |    | H  | M  | S  |    |
| ESP             | H  | M  | S  |    |    |
| MCO             |    |    | H  | M  | S  |
| AZE             |    |    | H  | M  | S  |
| CAN             |    |    | H  | M  | S  |
| GBR             | H  | M  | S  |    |    |
| AUT             |    |    | H  | M  | S  |
| FRA             |    | H  | M  | S  |    |
| HUN             |    | H  | M  | S  |    |
| BEL             |    | H  | M  | S  |    |
| NLD             | H  | M  | S  |    |    |
| ITA             |    | H  | M  | S  |    |
| SGP             |    |    | H  | M  | S  |
| JPN             | H  | M  | S  |    |    |
| USA             |    | H  | M  | S  |    |
| CMX             |    | H  | M  | S  |    |
| SAP             |    | H  | M  | S  |    |
| ABU             |    |    | H  | M  | S  |
| Sursa: Pirelli. |    |    |    |    |    |

| C1     |                 | Dur (Alb)       | Does not appear | Does not appear     | Does not appear     | Does not appear     | Uscat                | 1   | 5   |
| C2     |                 | Dur (Alb)       | Mediu (Galben)  | Does not appear     | Does not appear     | 2                   | Uscat                | 4   |     |
| C3     |                 | Dur (Alb)       | Mediu (Galben)  | Moale (Roșu)        | 3                   | 3                   | Uscat                |     |     |
| C4     | Does not appear | Does not appear | Mediu (Galben)  | Moale (Roșu)        | 4                   | 2                   | Uscat                |     |     |
| C5     | Does not appear | Does not appear | Does not appear | Does not appear     | 5                   | 1                   | Uscat                |     |     |
| –      |                 |                 |                 | Intermediar (Verde) | Intermediar (Verde) | Intermediar (Verde) | Umed (Ploaie ușoară) | N/A | N/A |
| –      |                 |                 |                 | Umed (Albastru)     | Umed (Albastru)     | Umed (Albastru)     | Umed (Ploaie)        | N/A | N/A |
| Sursa: |                 |                 |                 |                     |                     |                     |                      |     |     |

Au existat șapte compuși ai anvelopelor disponibile pentru sezonul 2022. Doi dintre aceștia au fost destinați condusului pe vreme umedă, intermediarul (indicat de un perete lateral verde) pentru condiții de ploaie ușoară, și complet umed (indicat de un perete lateral albastru) pentru ape stătătoare. Aceștia au fost disponibili tuturor echipelor la fiecare Mare Premiu. Restul de cinci compuși ai anvelopelor au fost pentru vreme uscată și sunt denumiți C1 până la C5, C1 fiind cea mai dură anvelopă ceea ce înseamnă că oferă cea mai mică aderență, dar este cea mai durabilă, iar C5 fiind cea mai moale având cea mai mare aderență, dar fiind cea mai puțin rezistentă. Cei cinci compuși ai anvelopelor au format o scară glisantă a durabilității și a nivelurilor de aderență pe asfalt.
Pirelli a desemnat trei dintre compușii care urmau să fie rulați la fiecare cursă. Dintre acești trei, compusul cel mai rezistent a fost numit cauciucul dur (hard) pentru acel weekend și a fost notat de un perete lateral alb, în timp ce cel mai aderent compus a fost denumit moale (soft) și a fost notat de un perete lateral roșu, cu a treia dintre anvelopele nominalizate numită anvelopa medie (medium) care a fost notată de un perete lateral galben.

## Rezultate și clasamente

### Marile Premii
| Etapa | Mare Premiu                | Pole position    | Cel mai rapid tur | Pilotul câștigător | Constructorul câștigător | Raport | Lider | Lider |
| Etapa | Mare Premiu                | Pole position    | Cel mai rapid tur | Pilotul câștigător | Constructorul câștigător | Raport | Pilot | Dif.  |
| ----- | -------------------------- | ---------------- | ----------------- | ------------------ | ------------------------ | ------ | ----- | ----- |
| 1     | MP al Bahrainului          | Charles Leclerc  | Charles Leclerc   | Charles Leclerc    | Ferrari                  | Raport | LEC   | 8     |
| 2     | MP al Arabiei Saudite      | Sergio Pérez     | Charles Leclerc   | Max Verstappen     | Red Bull Racing-RBPT     | Raport | LEC   | 12    |
| 3     | MP al Australiei           | Charles Leclerc  | Charles Leclerc   | Charles Leclerc    | Ferrari                  | Raport | LEC   | 34    |
| 4     | MP al Emiliei-Romagna      | Max Verstappen   | Max Verstappen    | Max Verstappen     | Red Bull Racing-RBPT     | Raport | LEC   | 27    |
| 5     | MP de la Miami             | Charles Leclerc  | Max Verstappen    | Max Verstappen     | Red Bull Racing-RBPT     | Raport | LEC   | 19    |
| 6     | MP al Spaniei              | Charles Leclerc  | Sergio Pérez      | Max Verstappen     | Red Bull Racing-RBPT     | Raport | VER   | 6     |
| 7     | MP al Principatului Monaco | Charles Leclerc  | Lando Norris      | Sergio Pérez       | Red Bull Racing-RBPT     | Raport | VER   | 9     |
| 8     | MP al Azerbaidjanului      | Charles Leclerc  | Sergio Pérez      | Max Verstappen     | Red Bull Racing-RBPT     | Raport | VER   | 21    |
| 9     | MP al Canadei              | Max Verstappen   | Carlos Sainz Jr.  | Max Verstappen     | Red Bull Racing-RBPT     | Raport | VER   | 46    |
| 10    | MP al Marii Britanii       | Carlos Sainz Jr. | Lewis Hamilton    | Carlos Sainz Jr.   | Ferrari                  | Raport | VER   | 34    |
| 11    | MP al Austriei             | Max Verstappen   | Max Verstappen    | Charles Leclerc    | Ferrari                  | Raport | VER   | 38    |
| 12    | MP al Franței              | Charles Leclerc  | Carlos Sainz Jr.  | Max Verstappen     | Red Bull Racing-RBPT     | Raport | VER   | 63    |
| 13    | MP al Ungariei             | George Russell   | Lewis Hamilton    | Max Verstappen     | Red Bull Racing-RBPT     | Raport | VER   | 80    |
| 14    | MP al Belgiei              | Carlos Sainz Jr. | Max Verstappen    | Max Verstappen     | Red Bull Racing-RBPT     | Raport | VER   | 93    |
| 15    | MP al Țărilor de Jos       | Max Verstappen   | Max Verstappen    | Max Verstappen     | Red Bull Racing-RBPT     | Raport | VER   | 109   |
| 16    | MP al Italiei              | Charles Leclerc  | Sergio Pérez      | Max Verstappen     | Red Bull Racing-RBPT     | Raport | VER   | 116   |
| 17    | MP al statului Singapore   | Charles Leclerc  | George Russell    | Sergio Pérez       | Red Bull Racing-RBPT     | Raport | VER   | 104   |
| 18    | MP al Japoniei             | Max Verstappen   | Zhou Guanyu       | Max Verstappen     | Red Bull Racing-RBPT     | Raport | VER   | 113   |
| 19    | MP al Statelor Unite       | Carlos Sainz Jr. | George Russell    | Max Verstappen     | Red Bull Racing-RBPT     | Raport | VER   | 124   |
| 20    | MP de la Ciudad de México  | Max Verstappen   | George Russell    | Max Verstappen     | Red Bull Racing-RBPT     | Raport | VER   | 136   |
| 21    | MP de la São Paulo         | Kevin Magnussen  | George Russell    | George Russell     | Mercedes                 | Raport | VER   | 139   |
| 22    | MP de la Abu Dhabi         | Max Verstappen   | Lando Norris      | Max Verstappen     | Red Bull Racing-RBPT     | Raport | VER   | 146   |

### Sistemul de punctaj
Punctele au fost acordate primilor zece piloți care au terminat în fiecare cursă, folosind următoarea structură:
| Loc         | 1  | 2  | 3  | 4  | 5  | 6 | 7 | 8 | 9 | 10 | CMRT |
| ----------- | -- | -- | -- | -- | -- | - | - | - | - | -- | ---- |
| Mare Premiu | 25 | 18 | 15 | 12 | 10 | 8 | 6 | 4 | 2 | 1  | 1    |
| Sprint      | 8  | 7  | 6  | 5  | 4  | 3 | 2 | 1 |   |    |      |

Pentru a obține toate punctele, câștigătorul cursei a trebuit să termine cel puțin 75% din distanța programată. Dacă câștigătorul cursei a terminat mai puțin de 75% din distanță, cu condiția terminării a cel puțin două tururi complete, a fost folosit un set de puncte în funcție de distanța parcursă până la suspendarea cursei. În cazul de egalitate la încheierea campionatului, s-a folosit un sistem de numărătoare, cel mai bun rezultat fiind folosit pentru a decide clasamentul final.
Note
- ^1 - În cazul în care nu au fost încheiate două tururi complete, nu s-a acordat niciun punct și cursa a fost abandonată.
- ^2 - Totuși, dacă o cursă a fost suspendată, însă a putut fi reluată ulterior, toate punctele au fost acordate, indiferent de distanța parcursă. Dacă au fost parcurse mai mult de două tururi, dar mai puțin de 25% din distanța programată a cursei, punctele au fost acordate primilor 5 piloți pe o bază de 6–4–3–2–1. Dacă 25%–50% din distanța programată a cursei a fost parcursă, punctele au fost acordate pe o bază de 13–10–8–6–5–4–3–2–1 primilor 9 piloți. Dacă 50%–75% din distanța programată a cursei a fost parcursă, punctele au fost acordate pe o bază de 19–14–12–9–8–6–5–3–2–1 primilor 10 piloți.
- ^3 - În cazul în care doi sau mai mulți piloți realizează același cel mai bun rezultat de un număr egal de ori, se folosește următorul cel mai bun rezultat. Dacă doi sau mai mulți piloți vor avea un număr egal de rezultate de un număr egal de ori, FIA va nominaliza câștigătorul conform unor criterii pe care le va considera potrivite.[78]

### Clasament Campionatul Mondial al Piloților
| Poz.   | Pilot            | Nr. | BHR  | SAU | AUS  | EMR§ | MIA | ESP | MCO | AZE | CAN | GBR | AUT§  | FRA | HUN | BEL | NLD  | ITA | SGP | JPN | USA | CMX | SAP§ | ABU | Pct.   |
| Poz.   | Pilot            | Nr. |      |     |      |      |     |     |     |     |     |     |       |     |     |     |      |     |     |     |     |     |      |     | Pct.   |
| ------ | ---------------- | --- | ---- | --- | ---- | ---- | --- | --- | --- | --- | --- | --- | ----- | --- | --- | --- | ---- | --- | --- | --- | --- | --- | ---- | --- | ------ |
| 1      | Max Verstappen   | 1   | 19*  | 1   | Ab   | 1P R | 1R  | 1   | 3   | 1   | 1P  | 7   | 12P R | 1   | 1   | 1R  | 1P R | 1   | 7   | 1P  | 1   | 1P  | 46   | 1P  | 454    |
| 2      | Charles Leclerc  | 16  | 1P R | 2R  | 1P R | 26   | 2P  | AbP | 4P  | AbP | 5   | 4   | 21    | AbP | 6   | 6   | 3    | 2P  | 2P  | 3   | 3   | 6   | 64   | 2   | 308    |
| 3      | Sergio Pérez     | 11  | 18*  | 4P  | 2    | 32   | 4   | 2R  | 1   | 2R  | Ab  | 2   | 5Ab   | 4   | 5   | 2   | 5    | 6R  | 1   | 2   | 4   | 3   | 57   | 3   | 305    |
| 4      | George Russell   | 63  | 4    | 5   | 3    | 4    | 5   | 3   | 5   | 3   | 4   | Ab  | 4     | 3   | 3P  | 4   | 2    | 3   | 14R | 8   | 5R  | 4R  | 1R   | 5   | 275    |
| 5      | Carlos Sainz Jr. | 55  | 2    | 3   | Ab   | 4Ab  | 3   | 4   | 2   | Ab  | 2R  | 1P  | 3Ab   | 5R  | 4   | 3P  | 8    | 4   | 3   | Ab  | AbP | 5   | 23   | 4   | 246    |
| 6      | Lewis Hamilton   | 44  | 3    | 10  | 4    | 13   | 6   | 5   | 8   | 4   | 3   | 3R  | 83    | 2   | 2R  | Ab  | 4    | 5   | 9   | 5   | 2   | 2   | 32   | 18* | 240    |
| 7      | Lando Norris     | 4   | 15   | 7   | 5    | 53   | Ab  | 8   | 6R  | 9   | 15  | 6   | 7     | 7   | 7   | 12  | 7    | 7   | 4   | 10  | 6   | 9   | 7Ab  | 6R  | 122    |
| 8      | Esteban Ocon     | 31  | 7    | 6   | 7    | 14   | 8   | 7   | 17  | 10  | 6   | Ab  | 65    | 8   | 9   | 7   | 9    | 11  | Ab  | 4   | 11  | 8   | 8    | 7   | 92     |
| 9      | Fernando Alonso  | 14  | 9    | Ab  | 17   | Ab   | 11  | 9   | 7   | 7   | 9   | 5   | 10    | 6   | 8   | 5   | 6    | Ab  | Ab  | 7   | 7   | 19* | 5    | Ab  | 81     |
| 10     | Valtteri Bottas  | 77  | 6    | Ab  | 8    | 75   | 7   | 6   | 10  | 11  | 7   | Ab  | 11    | 14  | Ab  | Ab  | Ab   | 13  | 11  | 15  | Ab  | 10  | 9    | 15  | 49     |
| 11     | Daniel Ricciardo | 3   | 14   | Ab  | 6    | 618  | 13  | 17  | 13  | 8   | 11  | 13  | 9     | 9   | 15  | 15  | 17   | Ab  | 5   | 11  | 16  | 7   | Ab   | 9   | 37     |
| 12     | Sebastian Vettel | 5   |      |     | Ab   | 8    | 17* | 11  | 9   | 6   | 12  | 9   | 17    | 11  | 10  | 8   | 14   | Ab  | 8   | 6   | 8   | 14  | 11   | 10  | 37     |
| 13     | Kevin Magnussen  | 20  | 5    | 9   | 14   | 89   | 16* | 12  | Ab  | Ab  | 17  | 10  | 78    | Ab  | 16  | 16  | 15   | 16  | 12  | 14  | 9   | 17  | 8AbP | 17  | 25     |
| 14     | Pierre Gasly     | 10  | Ab   | 8   | 9    | 12   | Ab  | 13  | 11  | 5   | 14  | Ab  | 15    | 12  | 12  | 9   | 11   | 8   | 10  | 18  | 14  | 11  | 12   | 14  | 23     |
| 15     | Lance Stroll     | 18  | 12   | 13  | 12   | 10   | 10  | 15  | 14  | 16* | 10  | 11  | 13    | 10  | 11  | 11  | 10   | Ab  | 6   | 12  | Ab  | 15  | 10   | 8   | 18     |
| 16     | Mick Schumacher  | 47  | 11   | NS  | 13   | 17   | 15  | 14  | Ab  | 14  | Ab  | 8   | 6     | 15  | 14  | 17  | 13   | 12  | 13  | 17  | 15  | 16  | 14   | 16  | 12     |
| 17     | Yuki Tsunoda     | 22  | 8    | NS  | 15   | 7    | 12  | 10  | 12  | 13  | Ab  | 14  | 16    | Ab  | 19  | 13  | Ab   | 14  | Ab  | 13  | 10  | Ab  | 17   | 11  | 12     |
| 18     | Zhou Guanyu      | 24  | 10   | 11  | 11   | 15   | Ab  | Ab  | 16  | Ab  | 8   | Ab  | 14    | 16  | 13  | 14  | 16   | 10  | Ab  | 16R | 13  | 13  | 13   | 12  | 6      |
| 19     | Alexander Albon  | 23  | 13   | 14* | 10   | 11   | 9   | 18  | Ab  | 12  | 13  | Ab  | 12    | 13  | 17  | 10  | 12   | Ret | Ab  | Ab  | 12  | 12  | 15   | 13  | 4      |
| 20     | Nicholas Latifi  | 6   | 16   | Ab  | 16   | 16   | 14  | 16  | 15  | 15  | 16  | 12  | Ab    | Ab  | 18  | 18  | 18   | 15  | Ab  | 9   | 17  | 18  | 16   | 19* | 2      |
| 21     | Nyck de Vries    | 45  |      |     |      |      |     |     |     |     |     |     |       |     |     |     |      | 9   |     |     |     |     |      |     | 2      |
| 22     | Nico Hülkenberg  | 27  | 17   | 12  |      |      |     |     |     |     |     |     |       |     |     |     |      |     |     |     |     |     |      |     | 0      |
| Poz.   | Pilot            | Nr. | BHR  | SAU | AUS  | EMR§ | MIA | ESP | MCO | AZE | CAN | GBR | AUT§  | FRA | HUN | BEL | NLD  | ITA | SGP | JPN | USA | CMX | SAP§ | ABU | Puncte |
| Sursa: |                  |     |      |     |      |      |     |     |     |     |     |     |       |     |     |     |      |     |     |     |     |     |      |     |        |

| Legendă      | Legendă                                                |
| Culoare      | Rezultat                                               |
| ------------ | ------------------------------------------------------ |
| Auriu        | Câștigător                                             |
| Argintiu     | Locul 2                                                |
| Bronz        | Locul 3                                                |
| Verde        | Alte locuri care punctează                             |
| Albastru     | Alte locuri                                            |
| Albastru     | Nu s-a clasat, dar a terminat cursa (NC)               |
| Purpuriu     | A abandonat cursa (Ab)                                 |
| Negru        | Descalificat (DSC)                                     |
| Alb          | Nu a luat startul (NS)                                 |
| Roșu         | Nu s-a calificat (NSC)                                 |
| Fără culoare | Retras înainte de calificări (Ret)                     |
| Fără culoare | Exclus (EX)                                            |
| Fără culoare | Nu a participat (celulă goală)                         |
| Adnotare     | Însemnătate                                            |
| P            | Pole position                                          |
| R            | Cel mai rapid tur                                      |
| 1            | Poziția finală în cursa sprint                         |
| *            | Nu a terminat, dar a parcurs mai mult de 90% din cursă |

### Clasament Campionatul Mondial al Constructorilor
| Poz.   | Constructor                  | BHR  | SAU | AUS  | EMR§ | MIA | ESP | MCO | AZE | CAN | GBR | AUT§  | FRA | HUN | BEL | NLD  | ITA | SGP | JPN | USA | CMX | SAP§ | ABU | Pct.   |
| Poz.   | Constructor                  |      |     |      |      |     |     |     |     |     |     |       |     |     |     |      |     |     |     |     |     |      |     | Pct.   |
| ------ | ---------------------------- | ---- | --- | ---- | ---- | --- | --- | --- | --- | --- | --- | ----- | --- | --- | --- | ---- | --- | --- | --- | --- | --- | ---- | --- | ------ |
| 1      | Red Bull Racing-RBPT         | 18*  | 1   | 2    | 1P R | 1R  | 1   | 1   | 1   | 1P  | 2   | 12P R | 1   | 1   | 1R  | 1P R | 1   | 1   | 1P  | 1   | 1P  | 46   | 1P  | 759    |
| 1      | Red Bull Racing-RBPT         | 19*  | 4P  | Ab   | 32   | 4   | 2R  | 3   | 2R  | Ab  | 7   | 5Ab   | 4   | 5   | 2   | 5    | 6R  | 7   | 2   | 4   | 3   | 57   | 3   | 759    |
| 2      | Ferrari                      | 1P R | 2R  | 1P R | 26   | 2P  | 4   | 2   | AbP | 2R  | 1P  | 21    | 5R  | 4   | 3P  | 3    | 2P  | 2P  | 3   | 3   | 5   | 23   | 2   | 554    |
| 2      | Ferrari                      | 2    | 3   | Ab   | 4Ab  | 3   | AbP | 4P  | Ab  | 5   | 4   | 3Ab   | AbP | 6   | 6   | 8    | 4   | 3   | Ab  | AbP | 6   | 64   | 4   | 554    |
| 3      | Mercedes                     | 3    | 5   | 3    | 4    | 5   | 3   | 5   | 3   | 3   | 3R  | 83    | 2   | 2R  | 4   | 2    | 3   | 9   | 5   | 2   | 2   | 1R   | 5   | 515    |
| 3      | Mercedes                     | 4    | 10  | 4    | 13   | 6   | 5   | 8   | 4   | 4   | Ab  | 4     | 3   | 3P  | Ab  | 4    | 5   | 14R | 8   | 5R  | 4R  | 32   | 18* | 515    |
| 4      | Alpine-Renault               | 7    | 6   | 7    | 14   | 8   | 7   | 7   | 7   | 6   | 5   | 65    | 6   | 8   | 5   | 6    | 11  | Ab  | 4   | 7   | 8   | 5    | 7   | 173    |
| 4      | Alpine-Renault               | 9    | Ab  | 17   | Ab   | 11  | 9   | 12  | 10  | 9   | Ab  | 10    | 8   | 9   | 7   | 9    | Ab  | Ab  | 7   | 11  | 19* | 8    | Ab  | 173    |
| 5      | McLaren-Mercedes             | 14   | 7   | 5    | 53   | 13  | 8   | 6R  | 8   | 11  | 6   | 7     | 7   | 7   | 12  | 7    | 7   | 4   | 10  | 6   | 7   | 7Ab  | 6R  | 159    |
| 5      | McLaren-Mercedes             | 15   | Ab  | 6    | 618  | Ab  | 12  | 13  | 9   | 15  | 13  | 9     | 9   | 15  | 15  | 17   | Ab  | 5   | 11  | 16  | 9   | Ab   | 9   | 159    |
| 6      | Alfa Romeo-Ferrari           | 6    | 11  | 8    | 75   | 7   | 6   | 9   | 11  | 7   | Ab  | 11    | 14  | 13  | 14  | 16   | 10  | 11  | 15  | 13  | 10  | 9    | 12  | 55     |
| 6      | Alfa Romeo-Ferrari           | 10   | Ab  | 11   | 15   | Ab  | Ab  | 16  | Ab  | 8   | Ab  | 14    | 16  | Ab  | Ab  | Ab   | 13  | Ab  | 16R | Ab  | 13  | 13   | 15  | 55     |
| 7      | Aston Martin Aramco-Mercedes | 12   | 12  | 12   | 8    | 10  | 11  | 10  | 6   | 10  | 9   | 13    | 10  | 10  | 8   | 10   | Ab  | 6   | 6   | 8   | 14  | 10   | 8   | 55     |
| 7      | Aston Martin Aramco-Mercedes | 17   | 13  | Ab   | 10   | 17* | 15  | 14  | 16* | 12  | 11  | 17    | 11  | 11  | 11  | 14   | Ab  | 8   | 12  | Ab  | 15  | 11   | 10  | 55     |
| 8      | Haas-Ferrari                 | 5    | 9   | 13   | 89   | 15  | 14  | Ab  | 14  | 17  | 8   | 6     | 15  | 14  | 16  | 13   | 12  | 12  | 14  | 9   | 16  | 14   | 16  | 37     |
| 8      | Haas-Ferrari                 | 11   | NS  | 14   | 17   | 16* | 17  | Ab  | Ab  | Ab  | 10  | 78    | Ab  | 16  | 17  | 15   | 16  | 13  | 17  | 15  | 17  | 8AbP | 17  | 37     |
| 9      | AlphaTauri-RBPT              | 8    | 8   | 9    | 7    | 12  | 10  | 11  | 5   | 14  | 14  | 15    | 12  | 12  | 9   | 11   | 8   | 10  | 13  | 10  | 11  | 12   | 11  | 35     |
| 9      | AlphaTauri-RBPT              | Ab   | NS  | 15   | 12   | Ab  | 13  | 17  | 13  | Ab  | Ab  | 16    | Ab  | 19  | 13  | Ab   | 14  | Ab  | 18  | 14  | Ab  | 17   | 14  | 35     |
| 10     | Williams-Mercedes            | 13   | 14* | 10   | 11   | 9   | 16  | 15  | 12  | 13  | 12  | 12    | 13  | 17  | 10  | 12   | 9   | Ab  | 9   | 12  | 12  | 15   | 13  | 8      |
| 10     | Williams-Mercedes            | 16   | Ab  | 16   | 16   | 14  | 18  | Ab  | 15  | 16  | Ab  | Ab    | Ab  | 18  | 18  | 18   | 15  | Ab  | Ab  | 17  | 18  | 16   | 19* | 8      |
| Poz.   | Constructor                  | BHR  | SAU | AUS  | EMR§ | MIA | ESP | MCO | AZE | CAN | GBR | AUT§  | FRA | HUN | BEL | NLD  | ITA | SGP | JPN | USA | CMX | SAP§ | ABU | Puncte |
| Sursa: |                              |      |     |      |      |     |     |     |     |     |     |       |     |     |     |      |     |     |     |     |     |      |     |        |

| Legendă      | Legendă                                                |
| Culoare      | Rezultat                                               |
| ------------ | ------------------------------------------------------ |
| Auriu        | Câștigător                                             |
| Argintiu     | Locul 2                                                |
| Bronz        | Locul 3                                                |
| Verde        | Alte locuri care punctează                             |
| Albastru     | Alte locuri                                            |
| Albastru     | Nu s-a clasat, dar a terminat cursa (NC)               |
| Purpuriu     | A abandonat cursa (Ab)                                 |
| Negru        | Descalificat (DSC)                                     |
| Alb          | Nu a luat startul (NS)                                 |
| Roșu         | Nu s-a calificat (NSC)                                 |
| Fără culoare | Retras înainte de calificări (Ret)                     |
| Fără culoare | Exclus (EX)                                            |
| Fără culoare | Nu a participat (celulă goală)                         |
| Adnotare     | Însemnătate                                            |
| P            | Pole position                                          |
| R            | Cel mai rapid tur                                      |
| 1            | Poziția finală în cursa sprint                         |
| *            | Nu a terminat, dar a parcurs mai mult de 90% din cursă |

Note:
- Pozițiile sunt sortate după cel mai bun rezultat, rândurile nefiind legate de piloți. În caz de egalitate de puncte, cele mai bune poziții obținute au determinat rezultatul.